# Feyenoord Jubileum Toernooi
Het Feyenoord Jubileum Toernooi is een vriendschappelijk voetbaltoernooi dat op 1 en 3 augustus 2008 gespeeld wordt.
Het toernooi is een van de activiteiten rond het 100-jarig jubileum van de voetbalclub Feyenoord. Aan het toernooi doen ploegen mee die Feyenoord in  Europese finales tegen kwam, zijnde
- Celtic, waartegen Feyenoord in 1970 de finale van de Europacup I speelde
- Tottenham Hotspur, waartegen de Rotterdammers in 1974 de UEFA Cup wonnen
- Borussia Dortmund, de tegenstander in de finale van de UEFA Cup in 2002

Elke ploeg speelt twee wedstrijden dus tegen één ploeg wordt niet gespeeld. De wedstrijden werden gespeeld in de Stadion Feijenoord. Het toernooi kan gezien worden als opvolger van het Port of Rotterdam Tournament. Deze werd in 2007 gespeeld. Winnaar was FC Porto.

## Toernooi-opzet
De puntentelling van het Jubileum Toernooi is hetzelfde als de bij de FIFA gehanteerde regels.

## Deelnemende ploegen
- Feyenoord
- Celtic
- Tottenham Hotspur
- Borussia Dortmund

## Eindstand
Stand na alle wedstrijden
| Land              | Wed | Win | Gel | Ver | DV | DT | +/− | Pnt |
| ----------------- | --- | --- | --- | --- | -- | -- | --- | --- |
| Tottenham Hotspur | 2   | 2   | 0   | 0   | 5  | 0  | +5  | 6   |
| Celtic            | 2   | 1   | 0   | 1   | 3  | 3  | +0  | 3   |
| Borussia Dortmund | 2   | 1   | 0   | 1   | 2  | 4  | −2  | 3   |
| Feyenoord         | 2   | 0   | 0   | 2   | 2  | 5  | −3  | 0   |

## Wedstrijden
|                           |                                   |     |        |                                       |
| 1 augustus 2008 18.30 CET | Tottenham Hotspur                 | 2–0 | Celtic | De Kuip scheidsrechter: Björn Kuipers |
| 1 augustus 2008 18.30 CET | Darren Bent 24' David Bentley 79' |     |        | De Kuip scheidsrechter: Björn Kuipers |

|                           |                         |     |                         |                                     |
| 1 augustus 2008 20:45 CET | Feyenoord               | 1–2 | Borussia Dortmund       | De Kuip scheidsrechter: Pieter Vink |
| 1 augustus 2008 20:45 CET | Georginio Wijnaldum 41' |     | Kuba 5' Sebastian Hille | De Kuip scheidsrechter: Pieter Vink |

|                           |                                                        |     |                   |                                    |
| 3 augustus 2008 18.00 CET | Tottenham Hotspur                                      | 3-0 | Borussia Dortmund | De Kuip scheidsrechter: Kevin Blom |
| 3 augustus 2008 18.00 CET | Darren Bent 9' Giovani dos Santos 54' Jamie O'Hara 87' |     |                   | De Kuip scheidsrechter: Kevin Blom |

|                           |           |     |                                                                                    |                                        |
| 3 augustus 2008 20:00 CET | Feyenoord | 1–3 | Celtic                                                                             | De Kuip scheidsrechter: Eric Braamhaar |
| 3 augustus 2008 20:00 CET | Fer 56'   |     | Georgios Samaras 12' Jan Vennegoor of Hesselink 15' Jan Vennegoor of Hesselink 38' | De Kuip scheidsrechter: Eric Braamhaar |